# Oh! Ettore
Oh! Ettore è un singolo discografico degli Oliver Onions, pubblicato nel 1976 cantato in collaborazione con Bud Spencer. 

## Storia
Il brano è presente nel film Il soldato di ventura dello stesso anno diretto da Pasquale Festa Campanile. La melodia è ascoltabile sia durante i titoli iniziali del film sia durante i titoli di coda, ma le strofe cantate sono diverse. Entrambe le sigle sono state inserite all'interno di alcune raccolte.

## Tracce
1. Oh! Ettore – 2:26 (Guido e Maurizio De Angelis)
2. Oh! Ettore (strumentale) – 2:26 (musica: Guido e Maurizio De Angelis)